# Aragonès de la terra de Biescas
L'aragonès de la terra de Biesques és la varietat dialectal de l'aragonès parlada a la zona de Biescas i el Sobremonte, a l'Alt Gállego (província d'Osca), pertanyent al bloc central.

## Fonètica
- Hi predominen els diftongs normals en aragonès -ie-, -ue-, però hi ha exemples de diftongs en –ia-, -ua-: guambra, hua (tot i que es diu molt més huei), babiaca, A Isuala, cuacha (a Sobremonte i Gavín).
- Hi ha referències a paraules que conserven (o conservaven) les sordes intervocàliques però que avui ja no s'utilitzen. Els casos de conservació són casos comuns en l'aragoés de zones veïnes: mielca, melico, catirón, mallata, forato, a retepelo, xordica, caxico, colorito, foricar, sent casos menys estesos en aragonès capeza, capitero, eclofito, cazata, cazataire, prenatal, cantarita.
- Hi ha paraules que tenen una -ch- que prové de la -LL- geminada llatina: cuacha (a Sobremonte i Gavín).
- Hi ha pocs casos de sonorització darrere consonant líquida: eslambio, fraxengo/frahengo, vergando, rangüello, xordica.
- Es manté el fonema –x-, però en els últims anys ha començat a ser substituït per –ch- (cheada) i –j- castellana (que es representa ortogràficament -h- en aragonès): chordiga/xordiga, bucho/buxo, caxico/cahico.
- La -ll- < -LY-, -C'L-, comença a ser substituïda per la -j- castellana: treballar/trebahar'

## Morfologia
- La gent jove usa l'article general aragonès o, us, a, as. No obstant això, entre la gent gran encara es pot sentir la varietat postvocálica ro, ros, ra, ras (sembla que era força viva fins fa un parell de generacions) com a l'aragonès tensí, el bergotès i el de la vall de Vió.
- Els participis que s'usen són en –au, -iu, però fa dues generacions encara s'utilitzaven participis en –ato, -ito.
- El verb veyer (veure) presenta un passat fort.
- Quant a la part del condicional més comú en aragonès (-ría), s'ha trobat un altre en dues construccions: –reba (podreban estar más en [rós Alto y abreba de venir más chen en Biescas), sembla que és anàleg amb el passat imperfecte en -eba, -iba.
- La partícula pronómino-adverbial bi (o la variant be), i s'usa només en la conjugació impersonal del verb haber, i de tant en tant amb altres usos: no se si b'está, ne b'ha prou de chen

## Lèxic
Lèxic no mencionat i propi de Biescas i els afores és: casalivo, gotifarriar, narronal, cantarita, cantaluria, revivir (sobreviure), follar (fer fuella, salir fuellas), chichiberria, regota, mosal/musal, ruchar, cobaquí, coballá.